# Андреас фон дер Остен
Андреас фон дер Остен (на немски: Andreas von der Osten; * ок. 1527; † 1594) е благородник от род фон дер Остен от Померания, съветник в Херцогство Померания и манастирски хауптман в Рюген в Мекленбург-Предна Померания.
Той е син на княжеския померански съветник, хауптман на Барт, Гьодеке II фон дер Остен (1478 – 1534) и съпругата му Барбара фон Бланкенбург († сл. 1535), дъщеря на Попо фон Бланкенбург († сл. 1523) и Маргарета фон дер Остен (* пр. 1480). Внук е на княжеския померански съветник, хауптман на Барт, съдия в Берген на Рюген, Ведиге фон дер Остен († сл. 1504) и Катарина фон дер Ланкен-Волденитц.
Брат е на Ведиге фон дер Остен († сл. 1575), херцогски съветник в Померания, Винценц фон дер Остен и Елизабет фон дер Остен (* ок. 1530), омъжена за Ханс фон Красов († 1564).
Андреас фон дер Остен е от 1541 до 1593 г. господар в Плюгентин, Батевиц, Дубкевиц, Каров и на част от Капеле. Той е съветник в Херцогство Померания и манастирски хауптман в Рюген.

## Фамилия
Андреас фон дер Остен се жени пр. 1562 г. за Урсула фон Норман († 1601), дъщеря на Хайнрих фон Норман († 1558) и Маргарета фон Раушен. Те имат три деца:
- Хенинг фон дер Остен (* пр. 1563; † 10 април 1626, Ферхен), хауптман на Щолпе и Ферхен, камерхер, херцогски померански съветник, женен I. 1598 г. за Анна фон Леветцов (* 1579; † 18 януари 1612, Ферхен), имат 5 деца; II. на 20 юни 1615 г. за Анна фон Лютцов
- Катарина фон дер Остен, омъжена 1586 г. за Кристоф фон Рамин, херцогски померански съветник, хауптман на дворец Волгаст
- Барбара фон дер Остен (* пр. 1567, Плюгентин; † 1616), омъжена за Клаус фон Шверин-Греленберг (1561 – 1603)